# Karl-Heinz Richter (Autor)

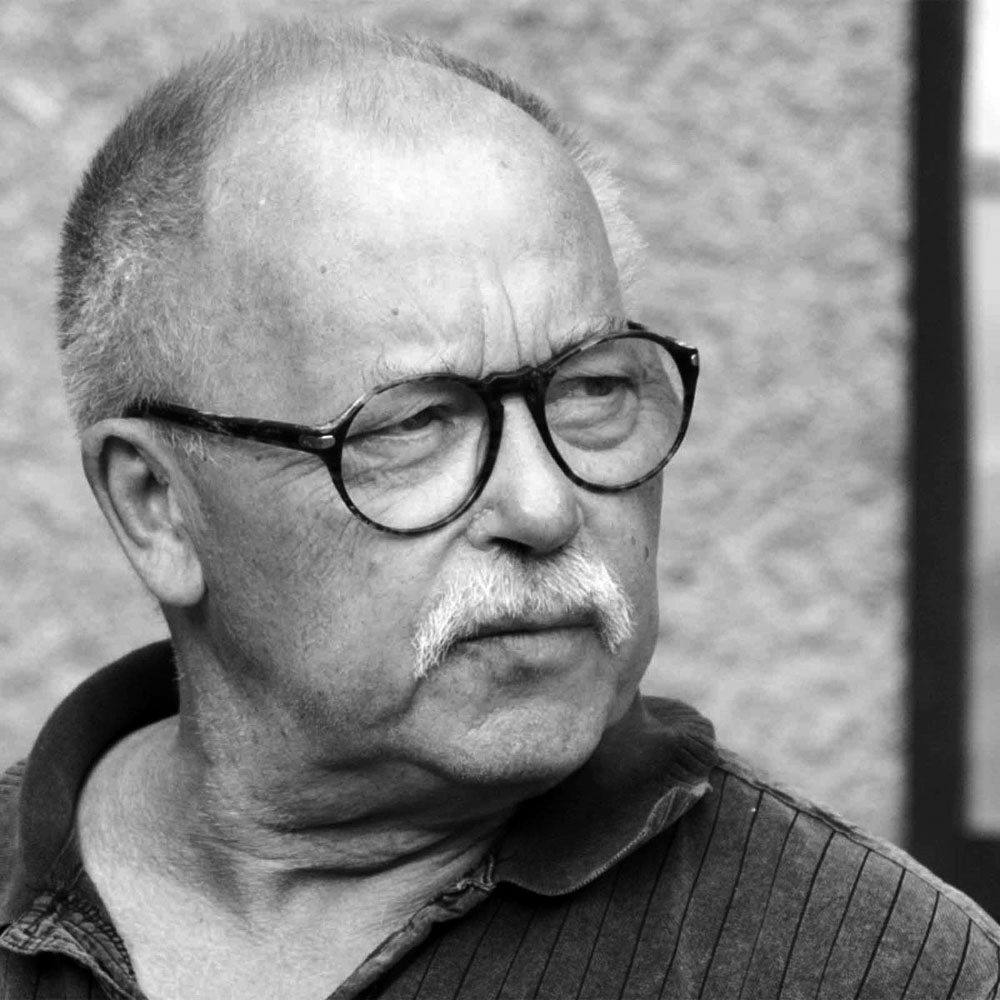
Karl-Heinz Richter

Karl-Heinz-Otto Richter (* 31. Juli 1946 in Schwarzheide) ist ein deutscher ehemaliger Fluchthelfer, Untersuchungsgefangener der Stasi, Autor und Zeitzeuge der SED-Diktatur.

## Jugend
Karl-Heinz Richter wurde in Schwarzheide im Oberspreewald geboren und wuchs im sowjetischen Sektor Berlins in einfachen, für die Nachkriegszeit typischen, Verhältnissen auf. Zwei Jahre nach dem Mauerbau schloss er die Schule mit der Mittleren Reife ab und begann eine Ausbildung zum Büromaschinenmechaniker.

## Fluchthelfer und gescheiterte eigene Flucht
Karl-Heinz Richter lebte nunmehr im Osten Berlins. Das „Eingesperrtsein“ sowie die staatliche Bevormundung in der DDR gefielen ihm nicht.
Er hatte als geeignete Fluchtmöglichkeit den Bahnhof Berlin Friedrichstraße ausgekundschaftet.
Insgesamt 17 Bekannten und Freunden verhalf er auf diesem Weg zur Flucht in den Westteil Berlins.
Als sich Richter entschlossen hatte, für sich selbst diesen Fluchtweg zu wählen, wollte er gemeinsam mit einem Freund auf den Moskau-Paris-Express aufspringen. Am 30. Januar 1964 sollte die Flucht stattfinden.
Der Freund konnte sich am Waggon festhalten, er selbst musste loslassen, da er sich nicht hochziehen konnte. Ergriffen von der Angst, von der Grenzpolizei beschossen zu werden, rannte er zum Bahnhofsgebäude zurück und sprang in seiner Panik sieben Meter in die Tiefe. Dabei brach er sich beide Füße und das rechte Handgelenk. Trotz der schwerwiegenden Verletzungen konnte er sich mit Unterstützung seiner Freundin nach Hause schleppen.

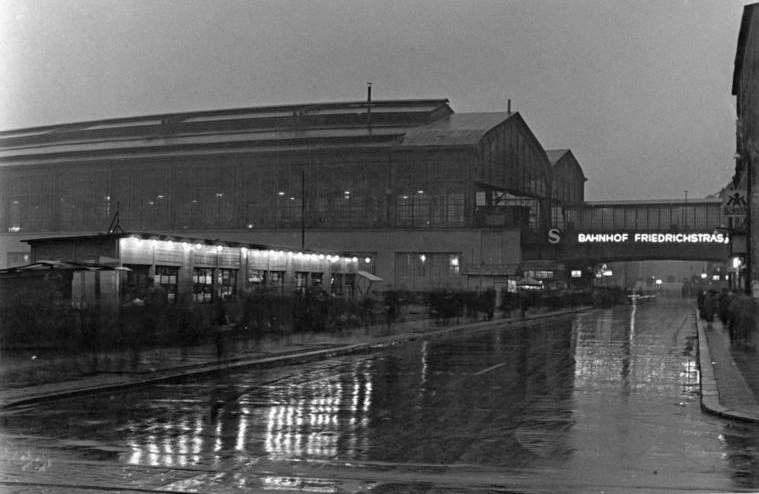
Bahnhof Berlin Friedrichstraße in den Abendstunden (1950)

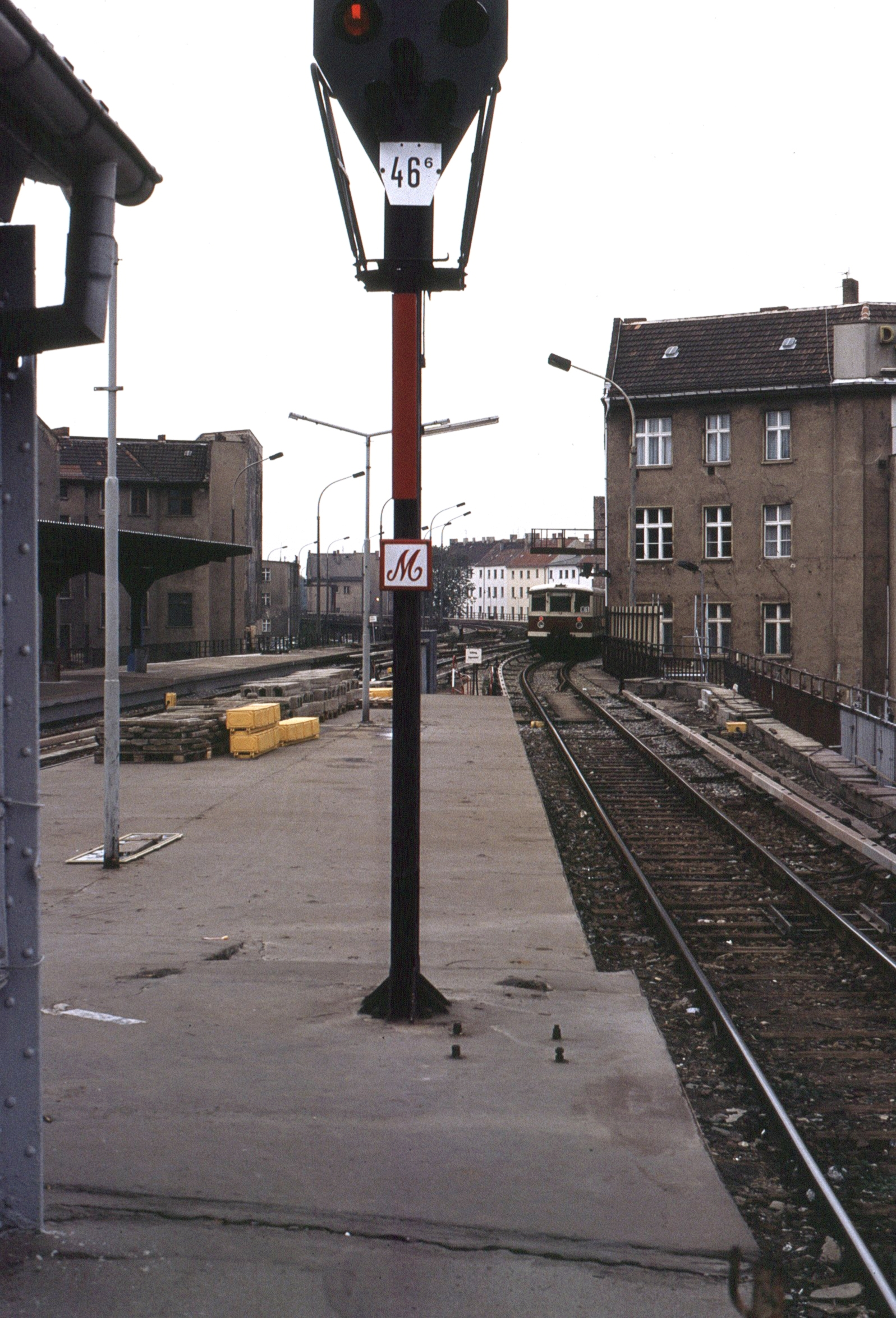
Westlicher Bahnhofskopf (1990). Die Sichtblende über dem Schiffbauerdamm war Bestandteil der Grenzanlagen.

## Untersuchungshaft im Stasi-Gefängnis
Obwohl die schweren Verletzungen, für die eine unverfängliche Ursache angegeben wurde, ärztlich behandelt worden sind, holten ihn Stasi-Mitarbeiter kurz darauf ab und setzten ihn schweren und andauernden Verhören aus.
Ein halbes Jahr verbrachte Karl-Heinz Richter unter menschenunwürdigen Bedingungen in Stasiuntersuchungshaft im Stasi-Gefängnis in der Kissingenstraße in Berlin-Pankow.
Im Juli 1964 erfolgte die überraschende Entlassung aus der Untersuchungshaft, welche aufgrund der hilfreichen Beziehungen seiner Mutter zur Ehefrau einer maßgeblichen Person ermöglicht wurde.
Anschließend wurde er 18 Monate in der Charité behandelt.

## Ausreise in den Westen
Im Jahr 1975 werden Karl-Heinz Richter und seine Familie (Ehefrau und Tochter) ausgebürgert. Im Zuge seiner im Westen aufgenommenen Tätigkeit als LKW-Fahrer verhalf er 21 Menschen zur Flucht, indem er sie auf der Transitstrecke zwischen Helmstedt und Berlin in seinen Lkw steigen ließ und dort versteckte.

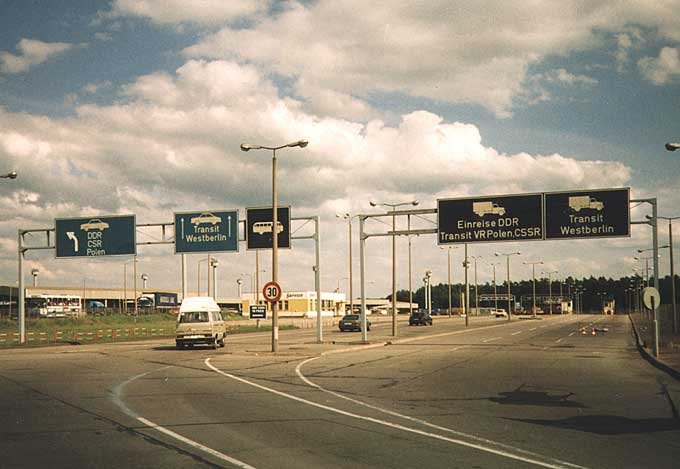
Einfahrt zur Grenzkontrollstelle Marienborn –
Zweites Schild von links weist zum Transit Westberlin für PKW

## Die Flucht geht weiter
Die Fluchthilfe über die Transitstrecke wurde schließlich verraten und Karl-Heinz Richter nur mit Glück nicht gefasst. Vom Staatsschutz in Westberlin erhielt er den Rat, ins Ausland zu gehen, da er sonst Gefahr liefe, von Stasi-Mitarbeitern in die DDR entführt zu werden.
Diesen Rat befolgte er und ging für mehr als 20 Jahre zunächst nach Nigeria, danach nach Saudi-Arabien, wo er als Techniker bzw. Monteur tätig war.

## Zeitzeuge der SED-Diktatur
Karl-Heinz Richter verarbeitete seine Erfahrungen in mehreren Publikationen. Außerdem macht er noch gelegentlich Führungen in der Gedenkstätte Berlin-Hohenschönhausen. Des Weiteren hält er Vorträge über seine Erfahrungen während der deutschen Teilung und des damit verbundenen Grenzregimes vor Studierenden sowie Schulklassen und weiteren interessierten Personengruppen. Außerdem bietet er Führungen durch das Berlin an, welche durch seine eigene Biografie und seine enge Verwurzelung in der Stadt geprägt sind. Die Familie Karl-Heinz Richters ist durch die geschilderten Ereignisse nachhaltig zerstört worden.

## Schriften
- Mit dem „Moskau-Paris-Express“ in die Freiheit – Eine Flucht von Ost nach West – Band 1, Berlin 2003, ISBN 978-3-00-028700-8.
- Mit dem „Moskau-Paris-Express“ nach Afrika – Band 2, Berlin 2011, ISBN 978-3-00-034306-3.
- Anagramm (Aufgeschriebenes) – Band 3, Berlin 2015, ISBN 978-3-00-050006-0.